# شهرستان کولا، بلغارستان
شهرستان کولا (به بلغاری: Kula Municipality) یک شهرستان در بلغارستان است که در استان ویدین واقع شده‌است. شهرستان کولا ۲۹۱ کیلومتر مربع مساحت و ۴٬۹۵۸ نفر جمعیت دارد.